# Coast FM Tasmania
Coast FM es una estación de radio comunitaria de Tasmania que transmite en toda la costa noreaste desde el estudio en Wynyard. Los anfitriones de la estación son voluntarios.

## Historia
Coast FM se conocía anteriormente como Coastal FM.

### Trabajar como voluntario
La estación está a cargo de varios voluntarios que dedican su tiempo a los programas de suministro cada semana.

## Programación
Los programas de la estación están dirigidos a la comunidad en general. Durante el día y la noche se toca una mezcla de música antigua y nueva. La mayoría de los programas incluyen noticias y el tiempo, así como competiciones. Hay varios programas multilingües como The Celtic Connection de los lunes. Banda y música clásica se toca todos los domingos por la mañana. El Director Deportivo de la Estación trae a la zona todo el deporte local todos los sábados por la mañana y cuando se celebra algún evento importante.

## Frecuencias
- 7DBS 88.9 MHz Transmite desde Smithton y cubre todo Circular Head.
- 7DBS 104.7 MHz Transmite desde Devonport y cubre muchos pueblos de los alrededores.
- 7DBS 106.1 MHz Transmite desde Wynyard y cubre la costa noroeste.

## Sitio web
La estación transmite en línea usando un proveedor de shoutcast gratuito.